# Megalograptus
Megalograptus ("escritura grande") es un género de artrópodos euriptéridos extinto que vivió en el periodo Ordovícico, hace entre 460-445 millones de años, y fue uno de los géneros más antiguos (y era un miembro de la familia Megalograptidae). Medía 1,2 m de longitud. Se alimentaba de trilobites, peces, otros euriptéridos y pequeños ortoconos enterrados en la arena, a los que detectaba con las espinas de sus apéndices.

## Morfología
Estaba relacionado con Mixopterus y de hecho era bastante parecido. Tenía un par de apéndices con pinzas (aunque a diferencia de los escorpiones actuales eran como una base con púas), la cola parecía un tenedor aunque plana para remar en el agua, no poseía un aguijón, tenía un par de ojos compuestos; poseía un par de quelíceros parecidos a tenazas, también con púas.

## Biota

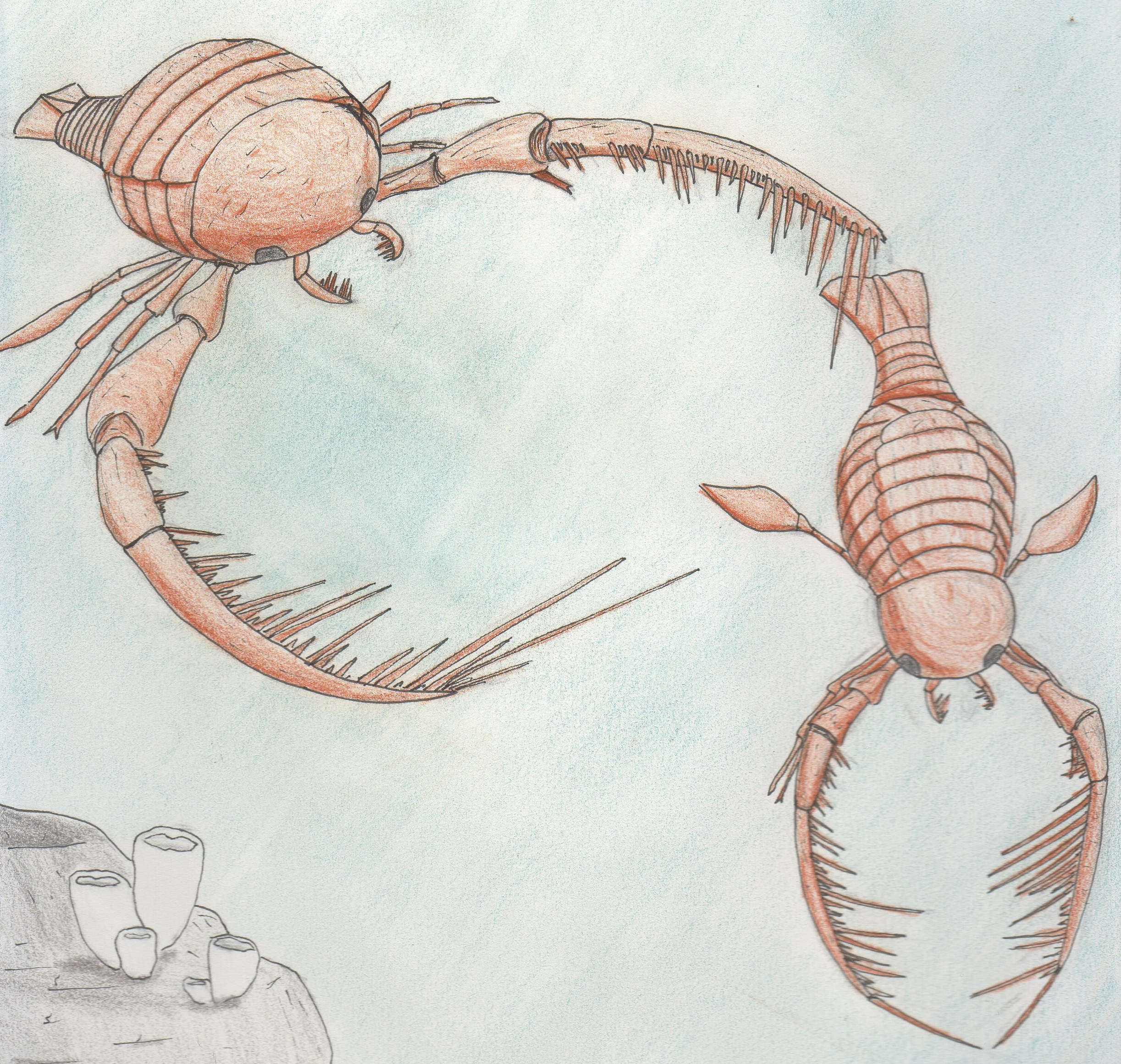
Un par de Megalograptus en su hábitat.

Vivió en los arrecifes de coral, en los que había gran variedad de crinoideos, esponjas, ammonites y otros nautiloideos como Cameroceras (su depredador), trilobites y otros euriptéridos como Eurypterus.
Salía a las costas cercanas para desovar.

## En la Cultura Popular
Los Megalograptus atacan constantemente a Nigel Marven, uno lo muerde, otros destruyen su lancha, etc. en el especial de la BBC de Paseando con Dinosaurios: Sea Monsters Monstruos Marinos. También aparecen en el documental Animal Armaggedon en el capítulo Letal Rays.